# Bundesstraße 488
Die deutsche Bundesstraße 488 (Abkürzung: B 488) war eine Bundesstraße in Hessen. Sie gehörte mit einer Länge von 16,0 Kilometern zu den kürzeren Bundesstraßen und führte von Butzbach im Wetteraukreis nach Lich im Landkreis Gießen.
Die Bundesstraße 488 gab es seit Mitte/Ende der 1960er Jahre. Sie wurde zur besseren verkehrstechnischen Erschließung des Raumes zwischen Gießen und Frankfurt am Main eingerichtet. Zum 1. Januar 2016 wurde die Bundesstraße 488 auf voller Länge zur Landesstraße 3053 abgestuft.